# Streitkräfte Kap Verdes

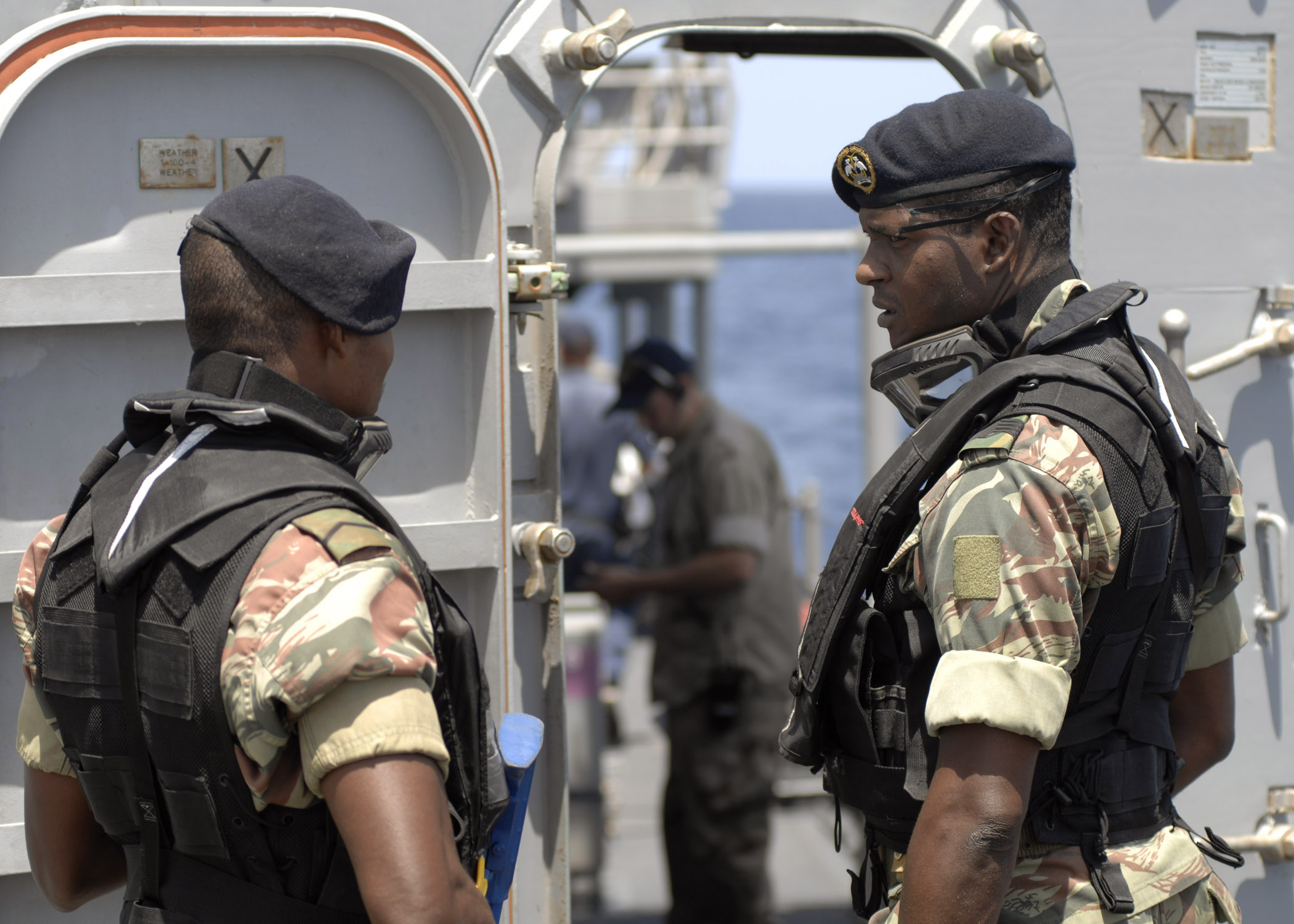
Soldaten der kapverdischen Küstenwache

Die Streitkräfte Kap Verdes (port. Forças Armadas Cabo-verdianas, abgekürzt FACV) sind das Militär der Republik Kap Verde. Sie gliedern sich in eine Nationalgarde und Küstenwache mit angeschlossener Fliegerstaffel.

## Geschichte
Am 26. April 2016 wurden auf der Insel Santiago von der Polizei an einer auch von den Streitkräften genutzten Sendeanlage am Berg Tchota nahe dem Ort Rui Vaz acht Soldaten, ein Zivilist sowie zwei spanische Staatsangehörige ermordet aufgefunden. Dies versetzte die nationalen Sicherheitskräfte in höchste Alarmbereitschaft. Es wird ein Zusammenhang mit dem Drogenhandel vermutet.

### Liste der Chefs des CEMFA
| Nr. | Name                                                          | Beginn der Amtszeit | Ende der Amtszeit |
| --- | ------------------------------------------------------------- | ------------------- | ----------------- |
| 10. | Contra-Almirante António Duarte Monteiro                      | seit Juni 2022      | seit Juni 2022    |
| 09. | Major-General Anildo Emanuel da Graça Morais                  | Juni 2016           | Juni 2022         |
| 08. | Major-General Alberto Carlos Barbosa Fernandes                | 18. März 2016       | 1. Juli 2019      |
| 07. | Brigadeiro Fernando Carvalho Pereira                          | März 2009           | Dezember 2011     |
| 06. | Brigadeiro Antero Matos                                       | Mai 2001            | März 2009         |
| 05. | Brigadeiro Jorge Alberto da Conceição Bettencourt Pinto       | Oktober 1998        | Mai 2001          |
| 04. | Brigadeiro Amilcar Salazar Moreira Monteiro Baptistas Ribeiro | Februar 1995        | Oktober 1998      |
| 03. | Brigadeiro Ederlindo Francisco Gomes Ribeiro                  | Juli 1991           | Februar 1995      |
| 02. | Brigadeiro António Marino Dias                                | Februar 1988        | Juli 1991         |
| 01. | Primeiro-Comandante Agnelo Medina Dantas Pereira              | Juni 1983           | Februar 1988      |

## Gliederung

### Führung der Streitkräfte
- Stabschef der Streitkräfte (CEMFA) – Der CEMFA ist der ranghöchste Offizier der Streitkräfte
- Büro des CEMFA,
- Stab der Streitkräfte (EMFA)
- Personalkommando
- Logistikkommando

### Nationalgarde
Die Nationalgarde (port.: Guarda National) ist der Landbestandteil der Kapverdischen Streitkräfte, welcher für die militärische Verteidigung des Landes und zur Unterstützung der inneren Sicherheit verantwortlich ist.
Da es kein Führungskommando für die Nationalgarde gibt, wird jedes Regionalkommando von einem Oberstleutnant geleitet, welcher direkt dem Stabschef der Streitkräfte unterstellt ist und Einheiten aller drei Korps umfasst.
- Territorialkommandos
  - 1. Regionalkommando
  - 2. Regionalkommando
  - 3. Regionalkommando
- Korps
  - Militärpolizeikorps
  - Marineinfanteriekorps
  - Artilleriekorps

### Küstenwache
Die Küstenwache (port.: Guarda Costeira) ist der maritime Bestandteil der Kapverdischen Streitkräfte, welcher für die Verteidigung und den Schutz der wirtschaftlichen Interessen des Landes zur See zuständig ist. Des Weiteren für die Luft- und Flottenunterstützung bei Land- und Amphibienoperationen.
Die Küstenwache wird von einem Offizier im Range eines Oberstleutnants geführt. Das Boots- und Fliegergeschwader umfassen alle Schiffe und Luftfahrzeuge der Kapverdischen Streitkräfte.
- Kommando der Küstenwache
- Maritime Security Operations Center (COSMAR)
- Bootsgeschwader
- Fliegergeschwader

## Ausrüstung
Die deutsche Bundeswehr stattete die kapverdischen Streitkräfte mehrmals mit Ausrüstungsmitteln aus. Das Auswärtige Amt in Berlin notierte im Jahr 2009: „Auch eine Annäherung an die NATO wünscht sich Kap Verde.“ Der ehemalige bulgarische Außenminister Solomon Passy verlangte im selben Jahr, Kap Verde solle zunächst Mitglied der NATO-„Partnerschaft für den Frieden“, dann Mitglied der OSZE und schließlich Mitglied der NATO selbst werden.

### Infanterieausrüstung
(Quelle:)
- Gepanzerte Fahrzeuge
  - 10 BRDM-2 (Spähpanzer)
- Artillerie
  - 6 M1943 (120-mm-Mörser)
  - 12 BM-41 (82-mm-Mörser)
- Flugabwehr
  - 9K32 Strela-2 (MANPADS)
  - SU-23 (Maschinenkanone)
  - ZPU-1 (schweres Maschinengewehr)
- Handwaffen
  - Sturmgewehre
    - AK-47 (7,62 × 39 mm)
    - AKM (7,62 × 39 mm)
    - HK G3 (7,62 × 51 mm NATO)
    - M16 (5,56 × 45 mm NATO)

  - Pistolen
    - Makarow (9 × 18 mm)

  - Maschinengewehre
    - RPD (7,62 × 39 mm)
    - RPK (7,62 × 39 mm)
    - PK (7,62 × 54 mm R)
    - MG3 (7,62 × 51 mm NATO)

  - Sonstige
    - Simonow SKS-45-Selbstladegewehr (7,62 × 39 mm)
    - Dragunow-Scharfschützengewehr (7,62 × 54 mm R)
    - RPG-7-Panzerabwehrhandwaffe

### Seefahrzeuge
| Kondor           |  | Deutsche Demokratische Republik | N.P. Vigilante (P521) | Hochseepatrouillenboot    |
| Stan Patrol 5009 |  | Niederlande                     | N.P. Guardiao (P511)  | 51,0 m SAR/ISPS-Code-Boot |
|                  |  | Volksrepublik China             | N.P. Tainha (P 262)   | 26,8 m SAR/ISPS-Code-Boot |
|                  |  | Vereinigte Staaten              | N.P. Espadarte        | 15,5 m SAR/ISPS-Code-Boot |
|                  |  | Vereinigte Staaten              | N.P. Rei              | 13,5 m SAR/ISPS-Code-Boot |

### Luftfahrzeuge
| Luftfahrzeuge | Bild         | Herkunft            | Verwendung                  | Version         | Aktiv     | Bestellt  | Anmerkungen |
| Flugzeuge     | Flugzeuge    | Flugzeuge           | Flugzeuge                   | Flugzeuge       | Flugzeuge | Flugzeuge | Flugzeuge   |
| ------------- | ------------ | ------------------- | --------------------------- | --------------- | --------- | --------- | ----------- |
| CASA C-212    | Beispielbild | Spanien             | Transport Search and Rescue |                 | 1         |           |             |
| Dornier 228   |              | Deutschland         | Transport Search and Rescue | Dornier 228-200 | 2         |           |             |
| Hubschrauber  |              |                     |                             |                 |           |           |             |
| Harbin Z-9    | Beispielbild | Volksrepublik China | Transport Search and Rescue |                 | 2         |           |             |

## Dienstgrade und Dienstgradabzeichen

### Offiziere
| Dienstgradgruppe        | Generale         | Generale           | Stabsoffiziere  | Stabsoffiziere   | Stabsoffiziere      | Subalternoffiziere | Subalternoffiziere   | Subalternoffiziere | Subalternoffiziere | Offizieranwärter                       |
| Guarda National         | Guarda National  | Guarda National    | Guarda National | Guarda National  | Guarda National     | Guarda National    | Guarda National      | Guarda National    | Guarda National    | Guarda National                        |
| ----------------------- | ---------------- | ------------------ | --------------- | ---------------- | ------------------- | ------------------ | -------------------- | ------------------ | ------------------ | -------------------------------------- |
| Schulterstücke          |                  |                    |                 |                  |                     |                    |                      |                    |                    |                                        |
| Dienstgrad              | Major General    | Brigadeiro-General | Coronel         | Tenente Coronel  | Major               | Capitão            | Premiero Teniente    | Teniente           | Subteniente        | Aspirante-a-Oficial                    |
| Dienstgrad (Bundeswehr) | Generalmajor     | Brigadegeneral     | Oberst          | Oberstleutnant   | Major               | Hauptmann          | Oberleutnant         | Leutnant           | keine Entsprechung | Oberfähnrich/ Fähnrich                 |
| Guarda Costeira         |                  |                    |                 |                  |                     |                    |                      |                    |                    |                                        |
| Schulterstücke          |                  |                    |                 |                  |                     |                    |                      |                    |                    |                                        |
| Dienstgrad              | Contra-almirante | Comodoro           | Capitão–de–mar  | Capitão–de–navio | Capitão-de–patrulha | Capitão-tenente    | Premiero Teniente    | Teniente           | Guarda-marinha     | Aspirante à oficial                    |
| Dienstgrad (Bundeswehr) | Konteradmiral    | Flottillenadmiral  | Kapitän zur See | Fregattenkapitän | Korvettenkapitän    | Kapitänleutnant    | Oberleutnant zur See | Leutnant zur See   | keine Entsprechung | Oberfähnrich zur See/ Fähnrich zur See |
| NATO-Rangcode           | OF-7             | OF-6               | OF-5            | OF-4             | OF-3                | OF-2               | OF-1                 | OF-1               | OF-1               | OF-D                                   |

### Unteroffiziere und Mannschaften
| Dienstgradgruppe        | Unteroffiziere     | Unteroffiziere | Unteroffiziere     | Unteroffiziere           | Unteroffiziere     | Unteroffiziere | Unteroffiziere | Mannschaften       | Mannschaften   | Mannschaften   | Mannschaften                  | Mannschaften |
| ----------------------- | ------------------ | -------------- | ------------------ | ------------------------ | ------------------ | -------------- | -------------- | ------------------ | -------------- | -------------- | ----------------------------- | ------------ |
| Schulterstücke          |                    |                |                    |                          |                    |                |                |                    |                |                |                               |              |
| Dienstgrad              | Sargento-mor       | Sargento-chefe | Sargento-principal | Primeiro-sargento        | Segundo-sargento   | Sargento       | Furriel        | Cabo principal     | Cabo de secção | Cabo-adjunto   | Primeiro-cabo                 | Segundo-cabo |
| Dienstgrad (Bundeswehr) | Oberstabsfeldwebel | Stabsfeldwebel | Hauptfeldwebel     | Oberfeldwebel/ Feldwebel | Stabsunteroffizier | Unteroffizier  | Unteroffizier  | Oberstabsgefreiter | Stabsgefreiter | Stabsgefreiter | Hauptgefreiter/ Obergefreiter | Gefreiter    |
| NATO-Rangcode           | OR-9               | OR-8           | OR-7               | OR-6                     | OR-5               | OR-5           | OR-5           | OR-4               | OR-4           | OR-4           | OR-3                          | OR-2         |